# 하동 쌍계사 대웅전 삼세불탱
하동 쌍계사 대웅전 삼세불탱(河東 雙磎寺 大雄殿 三世佛幀)은 경상남도 하동군, 쌍계사 대웅전에 있는 조선시대의 탱화이다. 2003년 2월 3일 대한민국의 보물 제1364호로 지정되었다.

## 개요
석가모니불도를 중심으로 좌측에 약사불도, 우측에 아미타불도를 배치한 삼세불도이다. 중앙의 석가모니불도는 화면상단 중앙에 큼직하게 본존불을 그린 다음, 좌우 대칭되게 문수·보현을 비롯한 8대보살과 제석·범천, 2위의 타방불, 가섭·아난존자를 위시한 10대제자, 용왕·용녀와 6금강, 2위의 사천왕을 배치하였다. 17~18세기 유행의 전형적인 키형광배에 항마촉지인의 본존불은 육계가 뾰족하며, 머리에는 중앙계주와 정상계주가 큼직하고 이목구 비는 단정하나 몸의 형태가 네모꼴을 이룸으로써 18세기 후반의 불화들에서 나타나는 경직성을 느끼게 한다.
좌협시불도(向右)인 약사불도는 아미타인과 같은 손모습을 하고 왼손에 약합을 든 약사불을 중심으로 좌우로 대칭되게 일·월광보살을 위시한 6대보살과, 2위의 사천왕, 12신중을 그려 놓았다. 전반에 걸쳐 인물의 형태와 색채 및 표현기법 등은 석가모니불도와 유사함을 보이나, 아미타불도와 함께 화면 구성이 다소 느긋함을 볼 수 있다.
우협시불도(向左)인 아미타불도는 주불을 위시하여 주위에 빙둘러서 관음·세지보살을 포함한 8대 보살과 2위의 사천왕, 2위의 타방불, 마치 16나한의 모습과도 같은 10대제자를 배치시켜 놓았다.
이 삼세불도는 18세기 전반 전라도지역에서 크게 활약했던 대표적 불화승 의겸(義謙)으로부터 1780년대의 '勝允' '平(評)三'으로 이어지는 불화승의 계보를 파악하는데 중요한 역할을 할 뿐만 아니라, 완전한 형태를 갖춘 18세기 후반의 대형불화로서 비교적 정교한 필치와 화려하면서도 은은함을 보여주어 화풍파악에 있어서도 빼놓을 수 없는 수작으로 평가된다.

## 같이 보기
- 쌍계사
- 하동 쌍계사 대웅전 - 보물 제500호

## 참고 자료
- 쌍계사대웅전삼세불탱 - 국가유산청 국가유산포털